# Reikiavik (Manitoba)
Reikiavik (del inglés: Reykjavik) es una aldea ubicada en Manitoba, Canadá en el Municipio rural de Alonsa (población: 1247 habitantes).

## Toponimia
La aldea toma su nombre de la capital y ciudad más poblada de Islandia, la ciudad de Reikiavik.